# Grace Dove
Grace Dove (Canim Lake, Columbia Británica, 25 de julio de 1988) es una actriz y presentadora de televisión canadiense, reconocida principalmente por su papel como la esposa de Hugh Glass en la película de 2015 El renacido y como Ricki la mecánica en la cinta de 2018 How It Ends.

## Primeros años
Dove hace parte de la tribu Shuswap en la región de Canim Lake en la Columbia Británica canadiense. Nació el 25 de julio de 1988 y fue criada en Prince George, Columbia Británica, donde cursó estudios en la Salmon Valley Elementary School. Su padre era un cineasta que la llevó a visitar Hollywood cuando era niña. Después de graduarse de la escuela secundaria, se mudó a Vancouver para estudiar actuación en la Escuela de Cine de Vancouver.

## Carrera
En su juventud apareció en el cortometraje These Walls (2012) y presentó algunos programas infantiles. Dove afirma que asistió a numerosas audiciones antes de obtener el papel de la esposa de Hugh Glass en la película El renacido del director Alejandro González Iñárritu. Tras conseguir el papel, en el que compartió protagonismo con Leonardo DiCaprio, la actriz afirmó: "Al igual que el proceso de audición e incluso el proceso de filmación, no sabía exactamente en qué me estaba metiendo. Me preparé física, emocional y espiritualmente para ser lo más abierta posible, así podía alimentarme de lo que me rodeaba y alimentarme de mi relación con Leonardo dentro de la película. Obviamente es una pieza de época, así que estaba tratando de conectarme con mis ancestros también".

## Filmografía

### Cine
| Año  | Título                   | Rol                  | Notas        |
| ---- | ------------------------ | -------------------- | ------------ |
| 2012 | These Walls              | Mary                 |              |
| 2014 | The Cut                  | Emma                 |              |
| 2015 | El renacido              | Esposa de Hugh Glass |              |
| 2017 | O for a Thousand Tongues | Yaahl-Ts'uu-Kuuyas   |              |
| 2017 | Mino Bimaadiziwin        | Bangishimogikwe      |              |
| 2018 | How It Ends              | Ricki                |              |
| 2019 | Monkey Beach             | Lisa                 | En filmación |

### Televisión
| Año  | Título       | Rol        | Notas         |
| ---- | ------------ | ---------- | ------------- |
| 2017 | UnderExposed | Ella misma | Dos episodios |